# MUSIC MONSTER
『MUSIC MONSTER』（ミュージック・モンスター）は、2022年4月24日からMID-FMで放送されているラジオ番組である。

## 概要
2022年4月から放送が開始された洋楽専門番組。2022年3月までZIP-FMで放送されていた『MUSIC MASTER』が終了するのに伴い、番組スタッフごとMID-FMに移ったため、正真正銘の後継番組である。番組ハッシュタグは「#Monster761」。
MID-FMがコミュニティFMであるため、ListenRadioを通じて全国から無料で聴取可能であり、愛知県外から番組をリアルタイムで聴取することが可能である。

## 出演
パーソナリティ
- デイル（2022年4月24日 - ）

アシスタント
- DJ Tom（2022年4月24日 - ）

## コーナー

### YO-GAKU! MUSIC QUIZ
洋楽に関するクイズコーナー。

#### YO-GAKU! イントロクイズ
『MUSIC MASTER』時代から続くコーナー。通称「イントロ丼」。洋楽の有名曲のイントロをほんのわずかだけ流し、答えを募集する。回答は指定のメールアドレス、もしくは番組公式Twitterのダイレクトメッセージで受け付けている。

#### YO-GAKU! 逆再生クイズ
『MUSIC MASTER』2021年8月15日放送回よりスタートしたコーナー。通称「逆再SAY」。洋楽ナンバーの一部分を逆再生で流し、イントロクイズと同じ形式で答えを募集する。

### DJ Tom's Non-Stop Monster Mix
DJ TomによるノンストップMixのコーナー。毎月異なるテーマについて、独自の視点でMixを展開する。なお、ミックスして欲しい曲があればDJ TomのTwitterアカウントへのダイレクトメッセージで受け付けている。

### Quiet Noise
番組のラスト30分にメロウなナンバーを届けるコーナー。『大西貴文のTHE NITE』のインスパイアコーナーである。

## 放送時間
- 毎月最終日曜 21:00 - 23:00（JST）（2022年4月24日 - ）